# Тевриз (нижний приток Иртыша)
Теври́з — река в Омской области России. Левобережный приток нижнего течения Иртыша. Течёт по территории Большеуковского и Тевризского районов.
Длина реки составляет 85 км. Площадь водосборного бассейна — 1670 км².
Тевриз начинается южнее урочища Яковлевка, на высоте 85 м над уровнем моря. Течёт в основном на север. Русло извилистое. Устье Тевриза находится в 1156 км по левому берегу реки Иртыш на высоте 48 м над уровнем моря, на восточной окраине одноимённого посёлка.
Притоки (от истока): Черемшанка (правый), Крутиха (левый), Кайбул (левый), Малый Тевриз (правый), Рогаист (левый), Рахтовка (левый).

## Данные водного реестра
По данным государственного водного реестра России относится к Иртышскому бассейновому округу, водохозяйственный участок реки — Иртыш от впадения реки Омь до впадения реки Ишим, без реки Оша, речной подбассейн реки — бассейны притоков Иртыша до впадения Ишима. Речной бассейн реки — Иртыш.
Код объекта в государственном водном реестре — 14010100312115300007871.